# Les Ançoles
Les Ançoles és una muntanya de 1.068 metres que es troba al municipi de Coll de Nargó, a la comarca de l'Alt Urgell.